# Kurt F. Viermetz
Kurt Fridl Viermetz (* 27. April 1939 in Augsburg; † 25. November 2016 in München) war ein deutscher Bankmanager. Im Rahmen der Verstaatlichung der Hypo Real Estate Holding AG wurde zeitweilig gegen ihn und andere Manager der Bank ermittelt. Das Ermittlungsverfahren wurde jedoch eingestellt.

## Leben und Werk

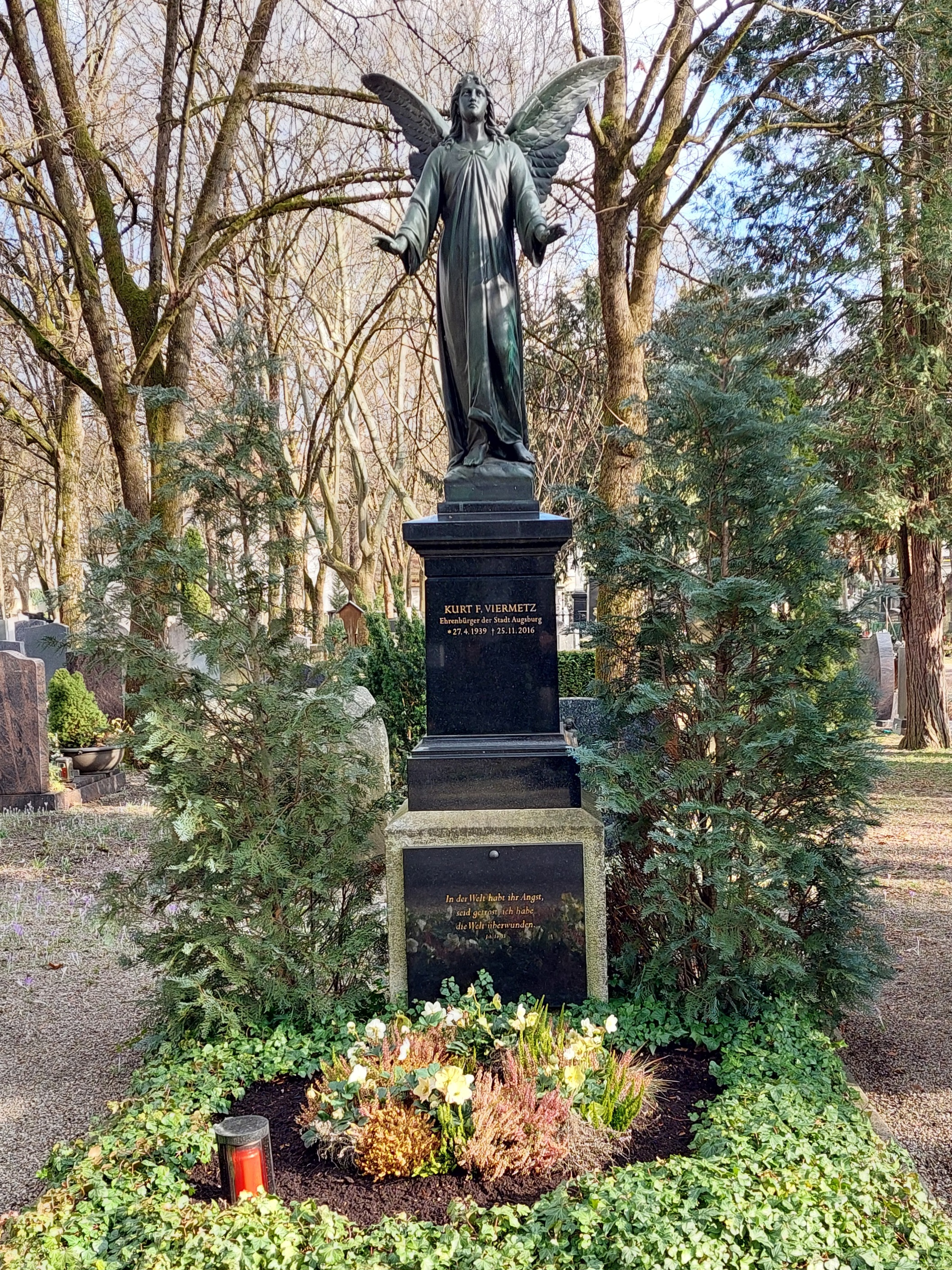
Grabstätte von Kurt F. Viermetz auf dem Augsburger Hermanfriedhof

Viermetz absolvierte nach dem Besuch des Klosterinternats Knabenrealschule Heilig Kreuz der Herz-Jesu-Missionare in Donauwörth eine Ausbildung zum Bankkaufmann und arbeitete anschließend bei der Deutschen Bank AG. 1965 wechselte er zu J. P. Morgan & Co., wo er ab 1970 das internationale Geschäft der Pariser Niederlassung als Vice President verantwortete. Ab 1977 leitete Viermetz den weltweiten Devisenhandel von J.P. Morgan in New York City. 1980 wechselte er in die Frankfurter Niederlassung der Bank und war dort für das kontinentaleuropäische Geschäft J.P. Morgans zuständig. 1990 wurde er zum Vice Chairman des Boards of Directors der J.P. Morgan Gruppe berufen, dem er bis 1999 angehörte.
Von 1999 bis 2002 hatte Viermetz den Vorsitz im Aufsichtsrat der Bayerischen Hypo- und Vereinsbank AG inne. Ab 2003 war er Aufsichtsratsvorsitzender der Hypo Real Estate Holding AG.
In der Bankenkrise von 2008 wurde die Hypo Real Estate Holding AG durch die Liquiditätskrise schwer getroffen. Nach langem Ringen um eine Lösung wurde das Unternehmen verstaatlicht, Kurt Viermetz trat nach dem Rücktritt des HRE-Vorstandsvorsitzenden am 10. Oktober 2008 als Vorsitzender des Aufsichtsrates zurück.
Ab 2005 war Viermetz ebenfalls Aufsichtsratsvorsitzender der Deutschen Börse AG; auch von diesem Amt trat er 2008 zurück.
Viermetz war Ehrenbürger der Stadt Augsburg und gilt als Mäzen. Er gehörte dem Kuratorium des Vereins Atlantik-Brücke an. 
Kurt F. Viermetz starb am 25. November 2016 im Alter von 77 Jahren in München. Er fand seine letzte Ruhestätte auf dem Hermanfriedhof in Augsburg.

## Stiftung und Nachleben
Viermetz war Stiftungsvorstand der von ihm und seiner Ehefrau am 16. Dezember 2003 gegründeten Kurt und Felicitas Viermetz Stiftung.
Bereits zum Zeitpunkt seines Todes hatte die Kurt und Felicitas Viermetz Stiftung mehr als 700 Projekte mit einem Volumen von mehr als Millionen Euro gefördert.
Dem Maximilianmuseum Augsburg vermachte Viermetz seine umfangreiche Sammlung von Gold- und Silberexponaten, die insbesondere in Augsburg entstandene Werke aus der Zeit der Renaissance, des Barock und des Rokoko enthält. Das Museum zeigte die bedeutende Kollektion vom 4. Juli bis zum 27. September 2020 in einer Ausstellung mit dem Titel „Glanzvolles Andenken. Augsburger Silber aus dem Vermächtnis von Kurt F. Viermetz“.

## Ehrungen und Auszeichnungen
- 2000: Verdienstorden der Bundesrepublik Deutschland (Großes Verdienstkreuz)
- 2004: Ehrenbürgerwürde der Stadt Augsburg
- 2007: Bayerischer Verdienstorden
- 2018: Benennung der Kurt-Viermetz-Straße südlich des Hermanfriedhofes[13]

## Publikationen
- Magie der Märkte. Meine Geschichte als internationaler Banker. Die Autobiografie von Kurt Viermetz. Murmann Verlag, Hamburg 2014, ISBN 978-3-86774-385-3.